# Tabanus obconicus
Tabanus obconicus är en tvåvingeart som beskrevs av Walker 1850. Tabanus obconicus ingår i släktet Tabanus och familjen bromsar. Inga underarter finns listade i Catalogue of Life.